# Indië-monument (Groningen)
Het Indië-monument in Groningen, ook wel Provinciaal Indië-monument Groningen genoemd, is een monument ter nagedachtenis aan soldaten uit de provincie Groningen die in 1945-1962 omkwamen in voormalig Nederlands-Indië en Nieuw-Guinea. Het bevindt zich op begraafplaats Selwerderhof aan de Iepenlaan.

## Geschiedenis
In 1999 ontstond het plan voor een monument. De twee initiatiefnemers, onder wie één veteraan, startten met dit doel de stichting Indië-monument Groningen. Zij werden gesteund door plaatselijke veteranenverenigingen. Besloten werd om voor de begraafplaats Selwerderhof als locatie te kiezen; kunstenaars Anne Hilderink en Peter de Kan kregen de opdracht hier een monument voor te ontwerpen waarin de namen van de gesneuvelden verwerkt zouden zijn. Daarnaast moesten de elementen sawa's (rijstvelden) en water terugkomen.
De uiteindelijke onthulling vond plaats op 11 juni 2002.

## Vormgeving
Het monument bestaat uit een verlaagd pad van 120 meter lang, met aan de ene kant een langgerekte 'bank' en aan de andere kant een zandstenen band. Dit pad volgt de loop van een op de begraafplaats aanwezige vijver.
In de band staan 136 namen gegraveerd met geboorte- en sterfdata. (Het totaal aantal gesneuvelde Groningse soldaten bedroeg 143, maar bij sommige namen gaven nabestaanden geen toestemming ze te vermelden.) Deze namen staan op chronologische volgorde van sterfdatum.
De namenband wordt ingeleid door de tekst "NEDERLANDS INDIË 1945-" en afgesloten met "- 1962 NIEUW GUINEA" en is daarmee een verbeeld tijdspad. Hoogteverschillen in het monument verwijzen naar de rijstvelden.
Hiernaast is het gedicht Psalm van Rutger Kopland aanwezig op een plakkaat.

## Herdenking
Jaarlijks vindt er op de eerste dinsdag in juni een herdenking plaats bij het monument. Hierbij wordt een krans in de vijver bij de begraafplaats gelaten, om symbolisch een groet te brengen "over de oceaan, naar onze vrienden die destijds in Nederlands Indië en Nieuw Guinea zijn achtergebleven".

## Fotogalerij

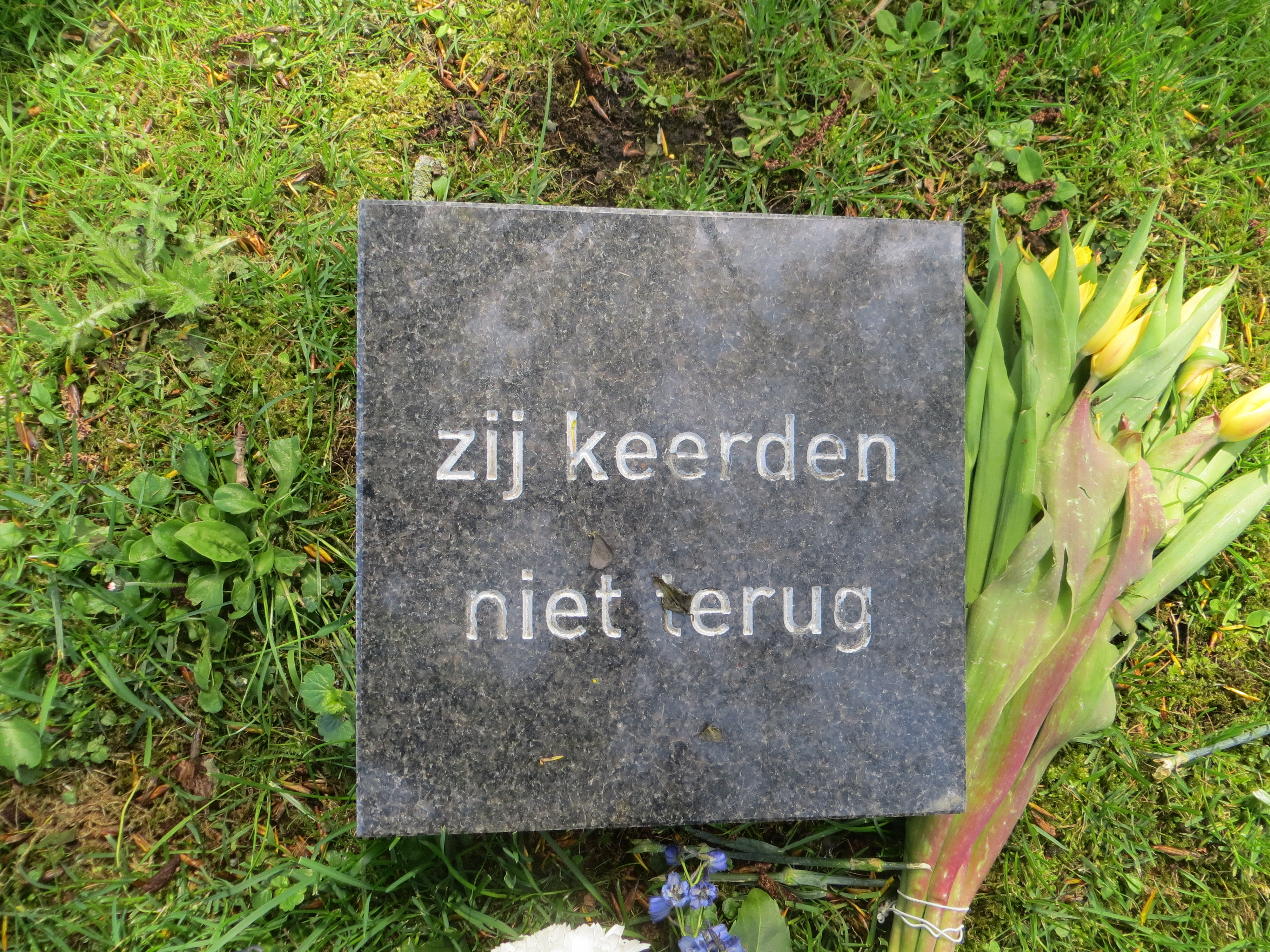
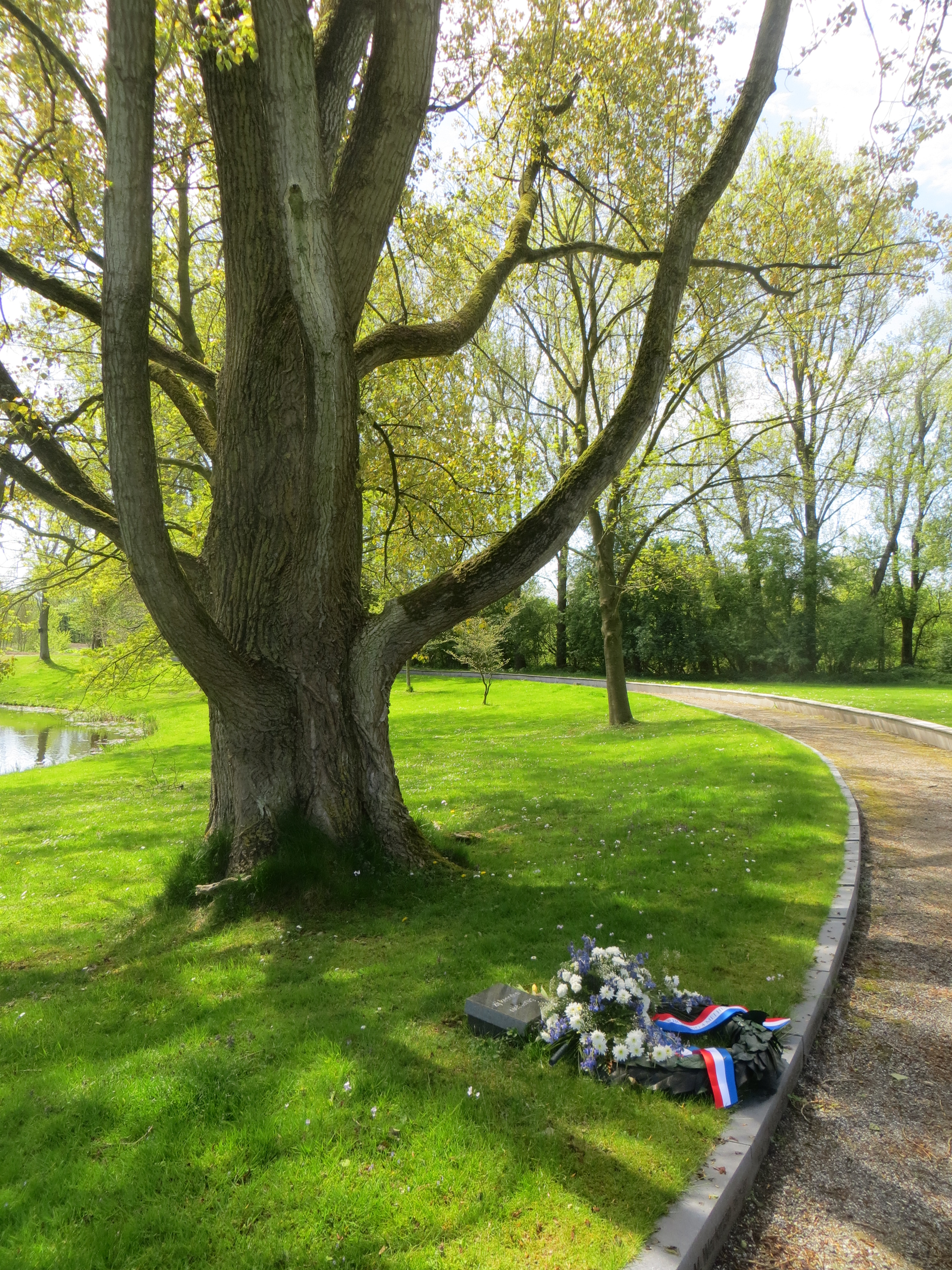
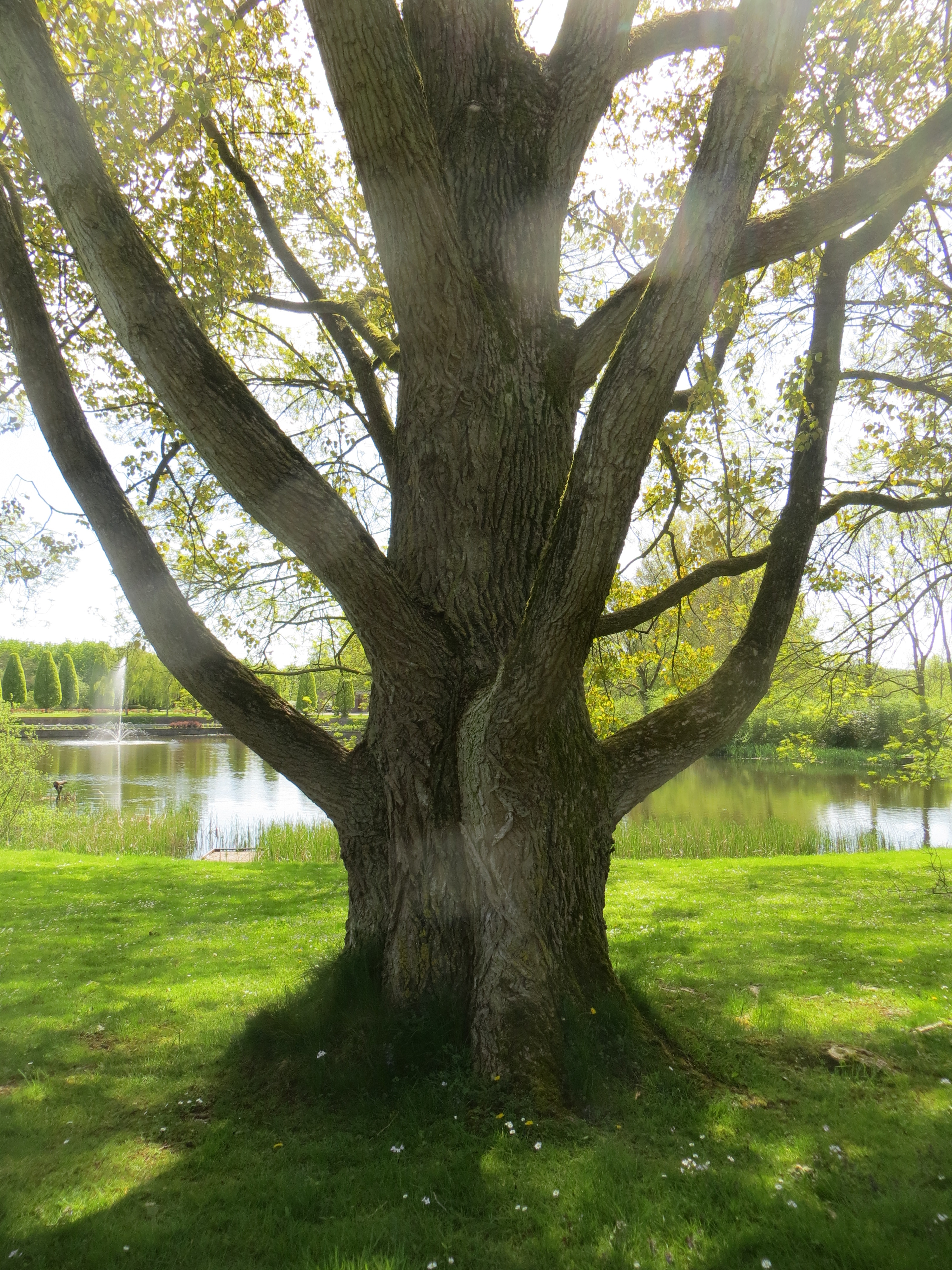